# دی‌استولول
دی‌استولول (انگلیسی: Diacetolol) متابولیت اولیه اسبوتولول است. این ماده یک مسدودکننده بتا و عامل ضد آریتمی است.